# Governatori coloniali della Louisiana
La Louisiana, dal 1699, anno dei primi insediamenti di francesi fino all'acquisizione da parte degli Stati Uniti nel 1803 ebbe diversi governatori coloniali.
I governatori francesi e spagnoli amministravano un territorio molto diverso da quello dell'attuale stato degli Stati Uniti. Sia la Louisiana francese che si estendeva dai Grandi Laghi al Golfo del Messico, sia la Louisiana spagnola che comprendeva gran parte del bacino del Mississippi erano infatti molto più grandi dello stato attuale.
In seguito al terzo trattato di Sant'Ildefonso la Spagna cedette la Louisiana alla Prima Repubblica francese continuando però ad amministrare il territorio fino al 1803 quando i funzionari francesi arrivarono in Louisiana poco prima della sua cessione agli Stati Uniti.

## Elenco

### Louisiana francese (1682–1762)
| #  | Immagine | Nome (Anno di nascita–Anno di morte)                | Inizio mandato | Fine mandato                         |
| -- | -------- | --------------------------------------------------- | -------------- | ------------------------------------ |
| 1  |          | Sauvolle de la Villantry (1671–1701)                | 1699           | 1701 (Deceduto mentre era in carica) |
| 2  |          | Jean-Baptiste Le Moyne de Bienville (1680–1767)     | 1701           | 1713                                 |
| 3  |          | Antoine de la Mothe Cadillac (1658–1730)            | 1713           | 1716                                 |
| 4  |          | Jean-Baptiste Le Moyne de Bienville (1680–1767)     | 1716           | 1717                                 |
| 5  |          | Jean-Michel de Lepinay (ca. 1665–1721)              | 1717           | 1718                                 |
| 6  |          | Jean-Baptiste Le Moyne de Bienville (1680–1767)     | 1718           | 1724                                 |
| 7  |          | Pierre Dugué de Boisbriand (1675–1736)              | 1724           | 1726                                 |
| 8  |          | Étienne Perier (1686–1766)                          | 1726           | 1733                                 |
| 9  |          | Jean-Baptiste Le Moyne de Bienville (1680–1767)     | 1733           | 1743                                 |
| 10 |          | Pierre de Rigaud de Vaudreuil-Cavagnial (1698–1778) | 1743           | 1753                                 |
| 11 |          | Louis Billouart (1704–1770)                         | 1753           | 1763                                 |
| 12 |          | Jean-Jacques Blaise d'Abbadie (1726–1765)           | 1763           | 1765 (Deceduto mentre era in carica) |
| 13 |          | Charles Philippe Aubry (ca. 1720–1770)              | 1765           | 1768                                 |

### Louisiana spagnola (1762–1803)
| #  | Immagine | Nome (Anno di nascita–Anno di morte)                 | Inizio mandato | Fine mandato |
| -- | -------- | ---------------------------------------------------- | -------------- | ------------ |
| 1  |          | Antonio de Ulloa (1716–1795)                         | 1766           | 1768         |
| 2  |          | Charles Philippe Aubry (ca. 1720–1770)               | 1768           | 1769         |
| 3  |          | Alejandro O'Reilly (1722–1794)                       | 1769           | 1769         |
| 4  |          | Luis de Unzaga (1721–1790)                           | 1770           | 1777         |
| 5  |          | Bernardo de Gálvez y Madrid (1746–1786)              | 1777           | 1785         |
| 6  |          | Esteban Rodríguez Miró (1744–1795)                   | 1785           | 1791         |
| 7  |          | Francisco Luis Héctor de Carondelet (1748–1807)      | 1791           | 1797         |
| 8  |          | Manuel Gayoso de Lemos (1747–1799)                   | 1797           | 1799         |
| 9  |          | Francisco Bouligny (1736–1800)                       | 1799           | 1799         |
| 10 |          | Sebastián Calvo de la Puerta y O'Farrill (1751–1820) | 1799           | 1801         |
| —  |          | Nicolás María Vidal (1739–1806)                      | 1799           | 1801         |
| 11 |          | Juan Manuel de Salcedo (1743–ca. 1810)               | 1801           | 1803         |